# Arenaria barbata
Arenaria barbata là loài thực vật có hoa thuộc họ Cẩm chướng. Loài này được Franch. mô tả khoa học đầu tiên năm 1886.